# 고성 청광리 김만증 간찰 및 분재기
고성 청광리 김만증 간찰 및 분재기(固城 淸光里 金萬增 簡札 및 分財記)는 대한민국 경상남도 고성군에 있는 김만증 관련 자료이다. 2013년 10월 24일 경상남도 문화재자료 제569호로 지정되었다.

## 개요
김만증 간찰은 1687년에 작성된 것이다. 그의 문집인 〈돈촌집〉에도 수록되어 있지 않아 자료적 가치가 크며 김만증 분재기는 1663년에 만들어진 고문서이다. 분재기의 양식에 있어 많은 사람들이 증인으로 참여하고 분재기의 작성 연도, 양식의 특이성, 내용의 의미 등은 당시 사회상을 알려주는 좋은 자료이다.

## 참고 자료
- 고성 청광리 김만증 간찰 및 분재기 - 국가유산청 국가유산포털